# Jerry McKee
Gerald McKee, detto Jerry (Dayton, 4 agosto 1946), è un ex cestista statunitense, professionista nella ABA.

## Carriera
Venne selezionato dai Baltimore Bullets all'undicesimo giro del Draft NBA 1969 (155ª scelta assoluta).
Disputò una partita con gli Indiana Pacers nella stagione ABA 1969-70.